# Конрад Рутковски
Конрад Рутковски, бивши СС официр Гестапоа је главни лик књиге Борислава Пекића Како упокојити вампира.
Рутковски, професор средњовековне историје на универзитету у Хајделбергу 1965. године долази у један далматински градић као туриста, али у коме је већ боравио пре 22. године за време Другог светског рата као СС официр и обављао специјалне задатке за Гестапо. Одседа у хотелу Мирамар где је за време рата испитивао ратне заробљенике. У 26 писама бивши потпуковник исповеда се и покушава да оправда своје поступке када је за време рата послао једног невиног градског чиновника на вешала и на смрт претукао једног непокорног затвореника.
Прогањају га авети прошлости и он писмима покушава да истражи корене зла у себи и око себе и пронађе ону танку границу преко које човек прелази у нечовека.
Немир у коме се прошлост враћа исписује унутрашњу драму Рутковског и ти ужаси представљају вампира ког он жели да упокоји. Халуцинира да његов вампир живи у демонском кишобрану везаном за градског службеника. Кишобран наставља да га прогања водећи га на крају у смрт.